# 科羅斯特希夫
科羅斯特希夫（羅馬化：Korostyshiv，發音：[koroˈstɪʃiu̯] ⓘ），或按俄語译为科罗斯特舍夫，是乌克兰日托米爾州日托米爾區科罗斯特希夫市镇内的城市及该市镇的行政中心，2020年7月18日前为科羅斯特希夫區的行政中心。該市位於捷捷列夫河畔，距離州府日托米爾28公里，面積9.74平方公里，海拔高度179米，2022年人口数量为24,129人。

## 图集

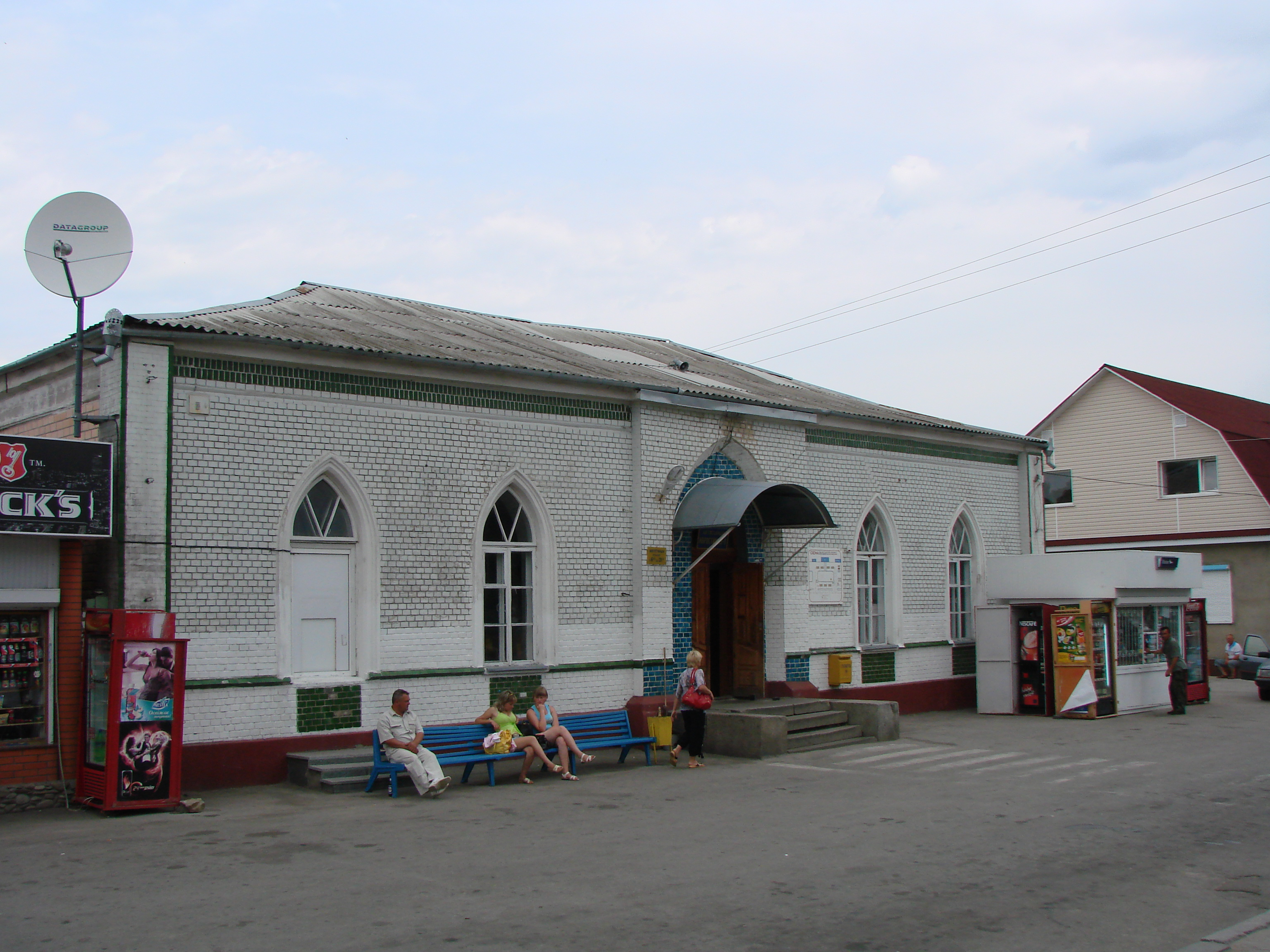
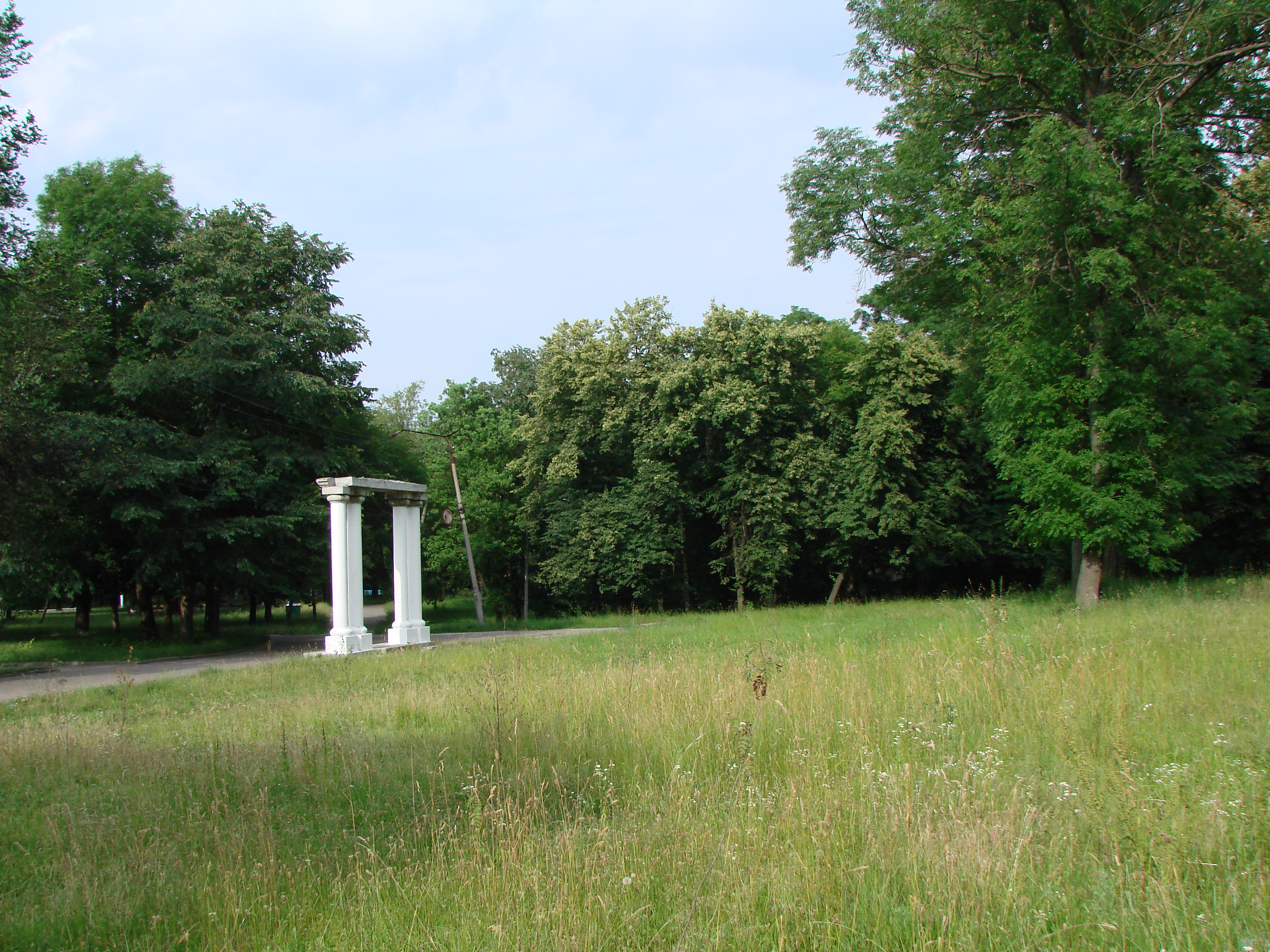
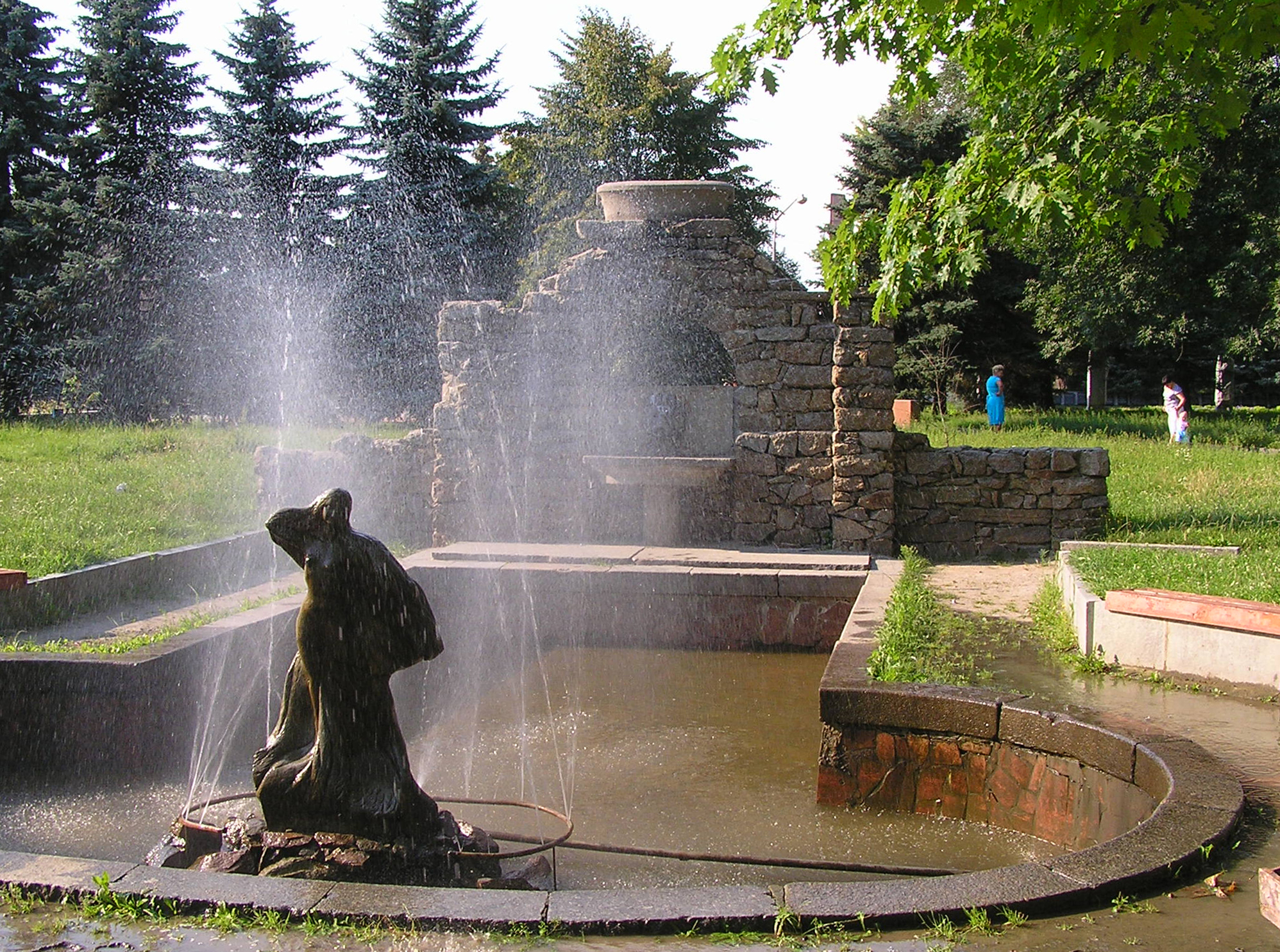
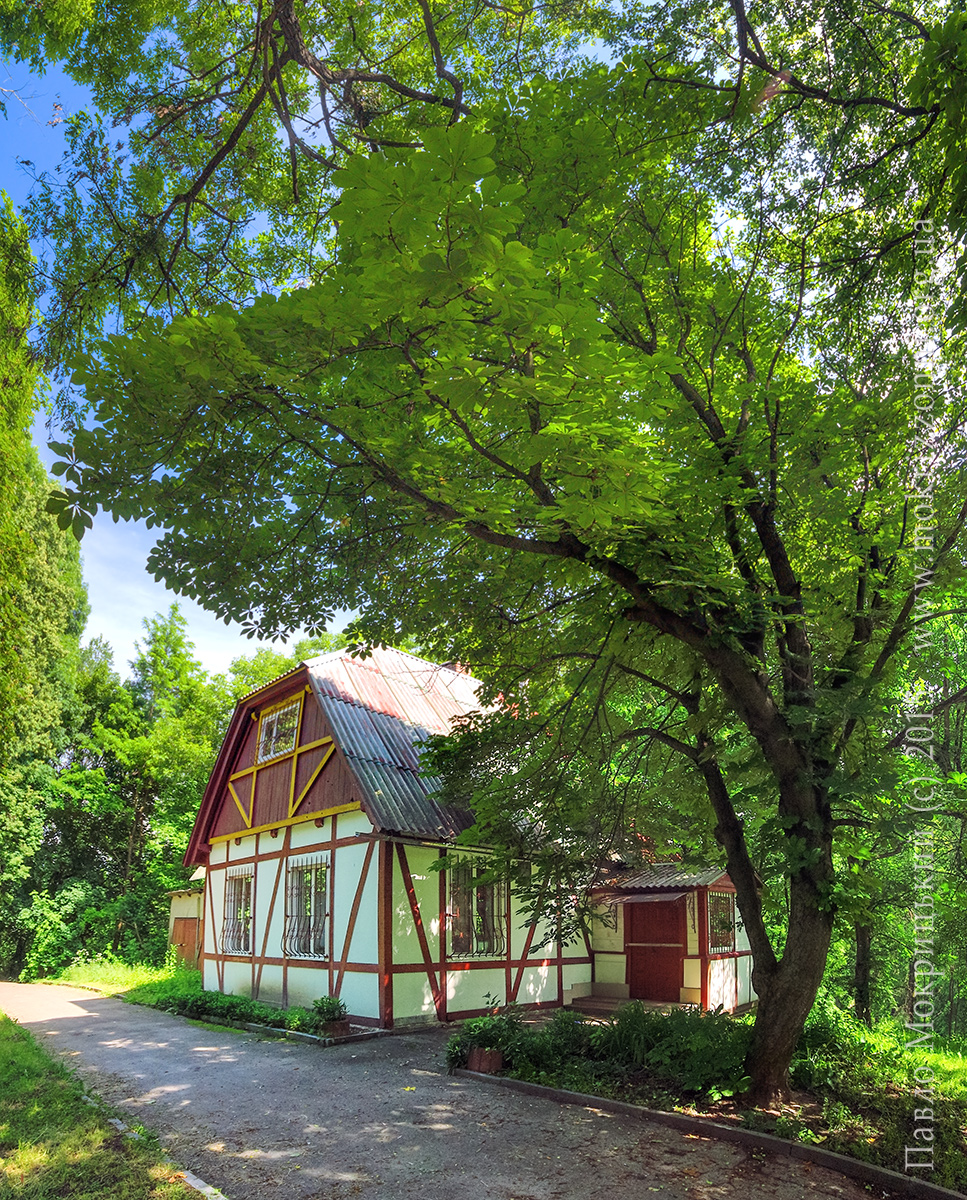
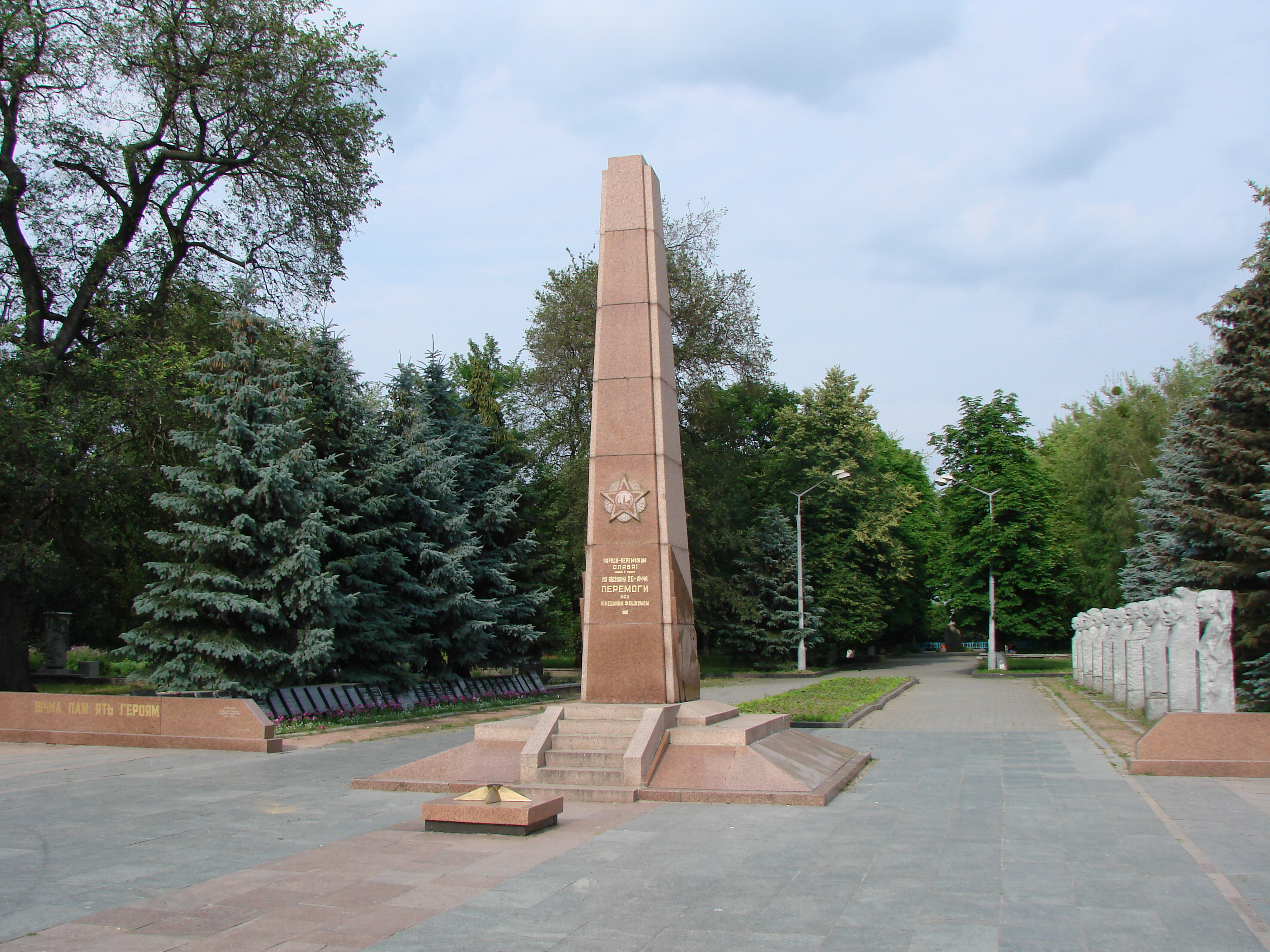
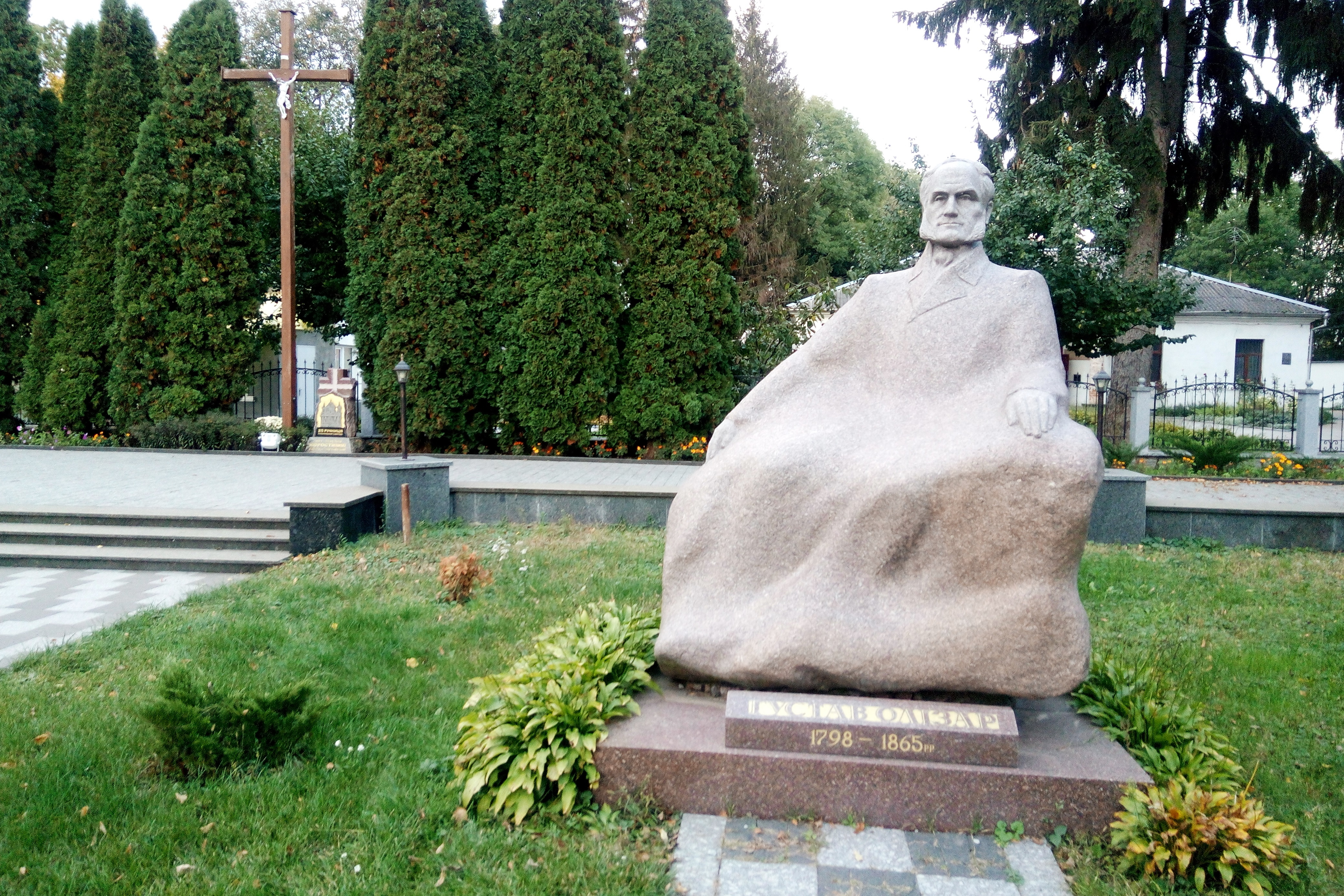

## 友好城市
- 爱沙尼亚 科赫特拉-耶爾韋